# Jean-Claude Bras
Jean-Claude Bras (Parigi, 15 novembre 1945) è un ex calciatore francese, di ruolo attaccante.

## Carriera

### Club
Ha giocato nella prima e nella seconda divisione francese.

### Nazionale
Ha collezionato sei presenze con la propria nazionale.

## Palmarès

### Club

#### Competizioni nazionali
- Campionato francese di seconda divisione: 2

Paris Saint-Germain: 1970-1971 (girone B)
Red Star: 1973-1974 (girone B)